# ハッキング
ハッキング (英語: hacking、別名: ハック) とは、高度な知識や技術を用いて、コンピュータやコンピュータネットワークの解析・改良・改造・構築・開発などを行うことをいう。他人が管理するコンピュータからデータを窃取するなどの不正行為もハッキングであるが、一般的にクラッキングと呼び区別される。

## 語源
もとは英語のhackで、「たたき切る」「切り刻む」「耕す」などの意味を持つ。また、天水農法の一つにハック耕というものが存在する。ハック耕とは、森の一角を皆伐し、森を焼いてミネラルが豊富になった地面に棒で穴をあけ、そこに作物の種を植える。あとは天水（自然に降ってくる雨水）を頼りにして作物が実るのを待つ、という原始的な農法である。
転じて、「一心不乱に殺す」、そして電子回路の設計や工作を経て、コンピュータシステムの動作やソフトウェアの機構を詳細に解析し必要に応じてプログラムを改変したりすることを指すようになった。

## ハッキングとクラッキング
ハッキングの技能は元来深い知識と高度な技術を必要とするものであり、そのような技術者をハッカーと呼び、尊敬・畏怖される存在であった。
しかし、中にはこれら技術を悪用する者もいた。初期には電話のただ掛けなどであったが、コンピュータが普及しだした頃からソフトウェアのコピーガード破り（および不正コピー）やウェブページの改竄をする者などが現れてきた。これらの悪用行為をクライム・ハッキングまたはクラッキングという。悪用する者もまた自らを「ハッカー」と称したため、ハッカーとはこのような者たちであるという認識が広まり、現在もハッカーとクラッカーが同一視されることが多い。
そのため、Linux、FreeBSD、Apache HTTP Serverの開発者たちからは、このような犯罪行為を創造的行為であるハッキングと同一視にされることを嫌う意見がある（例；Linuxの開発者リーナス・トーバルズは、その著作の中で、「ハッカーとクラッカーを混同しないで欲しい」と記している）。また、出版社の「オライリーメディア」や雑誌「PC Japan」など、本来の意味でのハッカー・ハッキングを用語として定着させようとしているメディアも少なからず存在する。ホワイトハッカー（ハッカー）、ホワイトハット（ハッカー）、ブラックハット（クラッカー）、スクリプトキディ（クラッカーの行動を模倣するもの）などの呼び名が出てきた。
しかし、このようにサイバー空間上での犯罪が増えていても、実際にハッキング（クラッキング）が犯罪として認められている国は少なくない。